# Radiant AI
Die Radiant AI (dt. etwa: strahlende Künstliche Intelligenz) ist eine vom Spieleentwickler Bethesda Game Studios für die Rollenspielserie The Elder Scrolls entwickelte Technologie. Sie erlaubt es Nicht-Spieler-Charakteren (NSCs) Entscheidungen zu treffen und komplexe Verhaltensweisen auszuführen. Die Technologie wurde ursprünglich für The Elder Scrolls IV: Oblivion entwickelt und in The Elder Scrolls V: Skyrim ausgebaut. Sie kam zudem in den postapokalyptischen Rollenspielen Fallout 3 und Fallout: New Vegas zum Einsatz, die ebenfalls von Bethesda veröffentlicht wurden.

## Technologie
Die jüngste Iteration der Radiant-A.I.-Technologie, wie sie für Skyrim konzipiert wurde, setzt sich aus zwei Systemen zusammen:

### Radiant A.I.
Das System der Radiant A.I. bestimmt die NSC-Interaktionen und Verhaltensweisen. Es erlaubt Nicht-Spieler-Charakteren, dynamisch zu reagieren und mit der umgebenden Spielwelt zu interagieren. Dem NSC werden einige generelle Vorgaben wie „Iss um zwei Uhr Nachmittag in dieser Stadt“ gegeben. Herauszufinden, wie er diese Vorgabe erreichen kann, bleibt jedoch dem NSC selbst überlassen. Dadurch, dass nicht jeder einzelne Charakter individuell geskriptet werden muss, ist die Kreation weitaus größerer Welten als zuvor möglich und hilft bei der Erschaffung dessen, was Bethesda-Chefentwickler Todd Howard als „organisches Gefühl“ des Spiels bezeichnete.

### Radiant Story
Das System der Radiant Story bestimmt, wie das Programm selbst auf die Verhaltensweise des Spielers reagiert, etwa durch die Erschaffung neuer dynamischer Aufträge (Quests). Dynamisch generierte Quests werden vom Programm etwa an Stellen erzeugt, die der Spieler zuvor noch nicht besucht hat, und sind mit früheren Abenteuern verknüpft.